# Bayano-Damm
Koordinaten: 9° 10′ 31″ N, 78° 53′ 2,4″ W
Der Bayano-Damm ist ein Staudamm des Río Bayano in der Provinz Darién in Panama, der den Bayanosee aufstaut. Er wurde 1976 gebaut, dabei wurden circa 350 km² tropischer Regenwald überflutet. Tausende von Kuna-Indianern verloren durch Aufstauung und Zwangsumsiedlung angestammte Jagdterritorien. In der Aktion „Noah II“ rettete die International Society for the Protection of Animals zudem einige tausend Tiere von den Inseln, die sich bei der Aufstauung gebildet hatten.
Der Staudamm ist das zweitgrößte Kraftwerk in Panama und produziert den Großteil des Stroms für Panama-Stadt.
Die installierte Leistung des Kraftwerks beträgt 260 MW. Die durchschnittliche Jahreserzeugung schwankt: Sie lag 2003 bei 330 und 2000 bei 754 Millionen kWh.